# Izabela Ziętka
Izabela Joanna Ziętka z domu Gąsior (ur. 15 marca 1977 w Gubinie) – polska pedagog, psycholog, polityk, podsekretarz stanu w Ministerstwie Edukacji Narodowej (od 2024).

## Życiorys
Ukończyła studia w zakresie pedagogiki, pedagogiki specjalnej, polonistyki oraz psychologii, podyplomowo, w zakresie: oligofrenopedagogiki, logopedii, neurologopedii klinicznej i wczesnej logopedii klinicznej, zarządzania oświatą, pracy z osobami z autyzmem i zespołem Aspergera, a także neuropsychologii.
Pracowała jako dyrektorka specjalnego ośrodka szkolno-wychowawczego w Gubinie oraz Kita Musikspielhaus w Niemczech oraz p.o. dyrektorka poradni psychologiczno-pedagogicznej.
W 2018 z listy Polskiego Stronnictwa Ludowego kandydowała do rady powiatu z siedzibą w Krośnie Odrzańskim. Od 2020 związana z ruchem i partią Polska 2050, członkini zarządu regionu województwa lubuskiego. 4 stycznia 2024 z jej ramienia została powołana na stanowisko podsekretarza stanu w Ministerstwie Edukacji Narodowej.
Córka Jerzego i Grażyny.